# Datos para la Materia Médica Mexicana
Datos para la Materia Médica Mexicana (abreviado Datos Mater. Med. Mex.) es un libro con ilustraciones y descripciones botánicas que fue escrito conjuntamente por los botánicos mexicanos Fernando Altamirano y José Ramírez. Se publicó en México en 5 volúmenes, en los años 1894-1908.

## Publicación
- Primera Parte n.º 1, 1894;
- Segunda Parte n.º 2, 1898;
- Tercera Parte n.º 3, 1900;
- Cuarta Parte n.º 4, 1907
- Quinta Parte n.º 5, 1908